# Nombre 157
El nombre 157 (CLVII) és el nombre natural que segueix el nombre 156 i precedeix el nombre 158.
La seva representació binària és 10011101, la representació octal 235 i l'hexadecimal 9D.
És un nombre primer; altres factoritzacions són 1×157.